# Hireballa, Sidlaghatta
Hireballa là một làng thuộc tehsil Sidlaghatta, huyện Chikkaballapur, bang Karnataka, Ấn Độ.